# Ruokolahti
Ruokolahti (Zweeds: Ruokolax) is een gemeente in de Finse provincie Zuid-Finland en in de Finse regio Zuid-Karelië. De gemeente heeft een landoppervlakte van 942,1 km² en telt 4.842 inwoners (2022).